# Losoncapátfalva

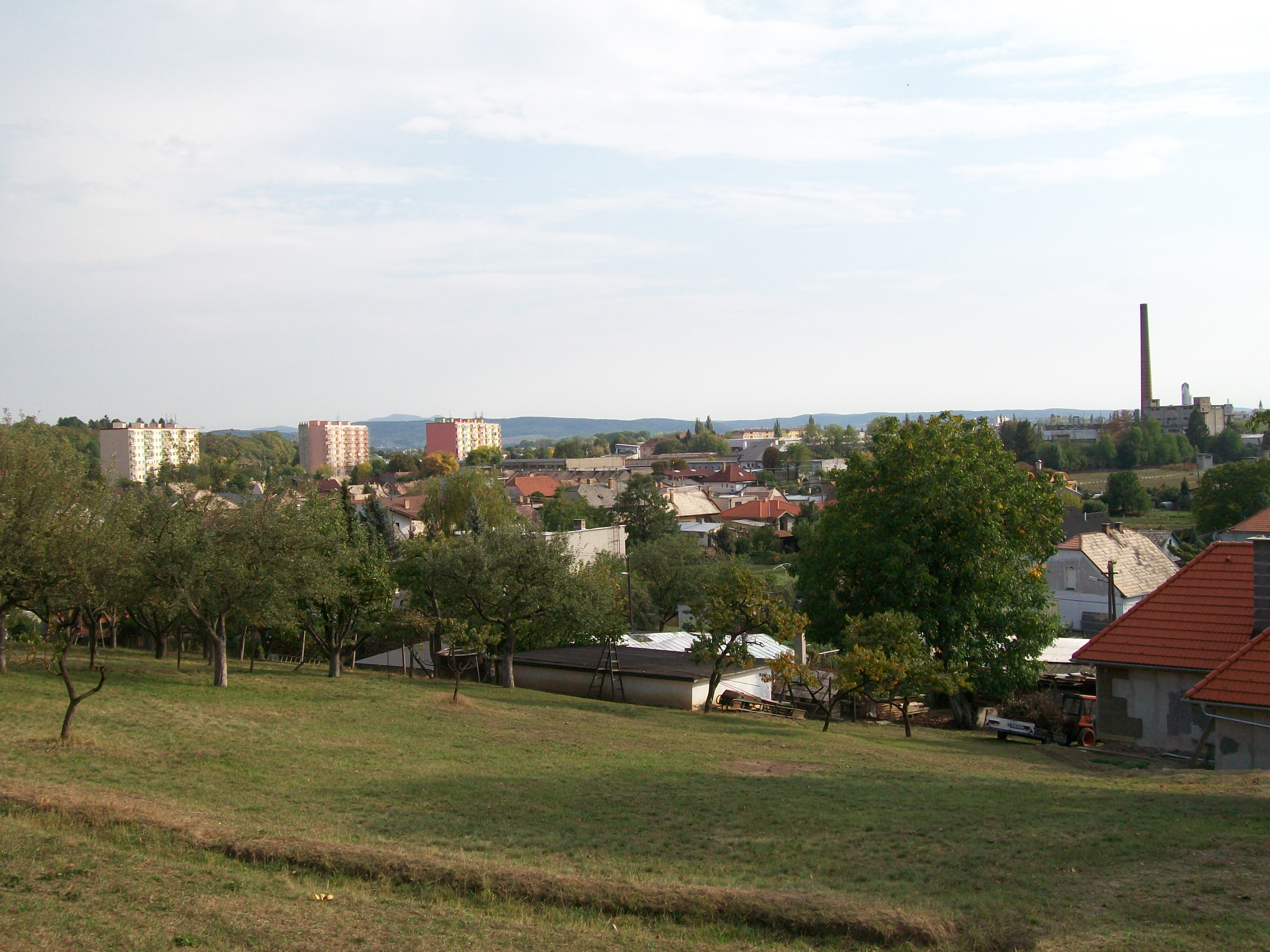
Kilátás Losoncapátfalvára

Losoncapátfalva (szlovákul: Opatová) Losonc város része, 1960-ig önálló község Szlovákiában, a Besztercebányai kerület Losonci járásában.

## Fekvése
Losonc központjától 2 km-re északkeletre, a Kriványi-patak bal partján fekszik.

## Története
A település a 13. században keletkezett a gácsi uradalom részeként. Határában a 15. században huszita erősség állt, melyet Giskra János építtetett. 1548-ban a Balassa család birtoka, de 1552-től már a török hódoltság része, a szécsényi szandzsákhoz tartozott. 1563-ban a török adóösszeírás szerint 9 ház állt a településen. 1598-ban a Forgách család birtoka. 1687-ben Losoncz és Apátfalva között a szabadban, sátrak alatt tartották Nógrád vármegye megyegyűlését. 1715-ben 7, 1720-ban 6 adózó háztartása létezett. Később a Gerliczy, a Prónay, a Berchtold, a Révay és a Hubay családoknak is voltak itt birtokaik. A Hubay családnak téglagyára is létesült itt. 1828-ban 28 házában 244 lakos élt. Lakói főként mezőgazdasággal, szőlőtermesztéssel, állattartással foglalkoztak, később sokan a Hubay-nagybirtokon dolgoztak. 1849. augusztus 7-én itt volt az orosz csapatok főhadiszállása, innen intéztek támadást Losonc ellen. 1868-ban textilgyárat építettek ide, mely 1918-ig kizárólag a hadsereg számára dolgozott.
Vályi András szerint „APÁTFALVA. Losontz Apátfalva. Magyar falu Nógrád Vármegyében, tótul Opatova, birtokosa Báró Prónay Uraság, lakosai katolikusok, fekszik Losontztól, mellynek filiája nem meszsze, határja középszerű, fája keves, réttye, legelője elég, vagyonnyainak eladására jó alkalmatossága, második Osztálybéli.”

Fényes Elek szerint „Losoncz-Apátfalva, tót falu, Nógrád vgyében, 70 kath., 165 evang., 9 zsidó lak. Határja kicsiny, de hasznos. F. u. Prónay Maximilián, kinek itt ékes lakhelye van.”

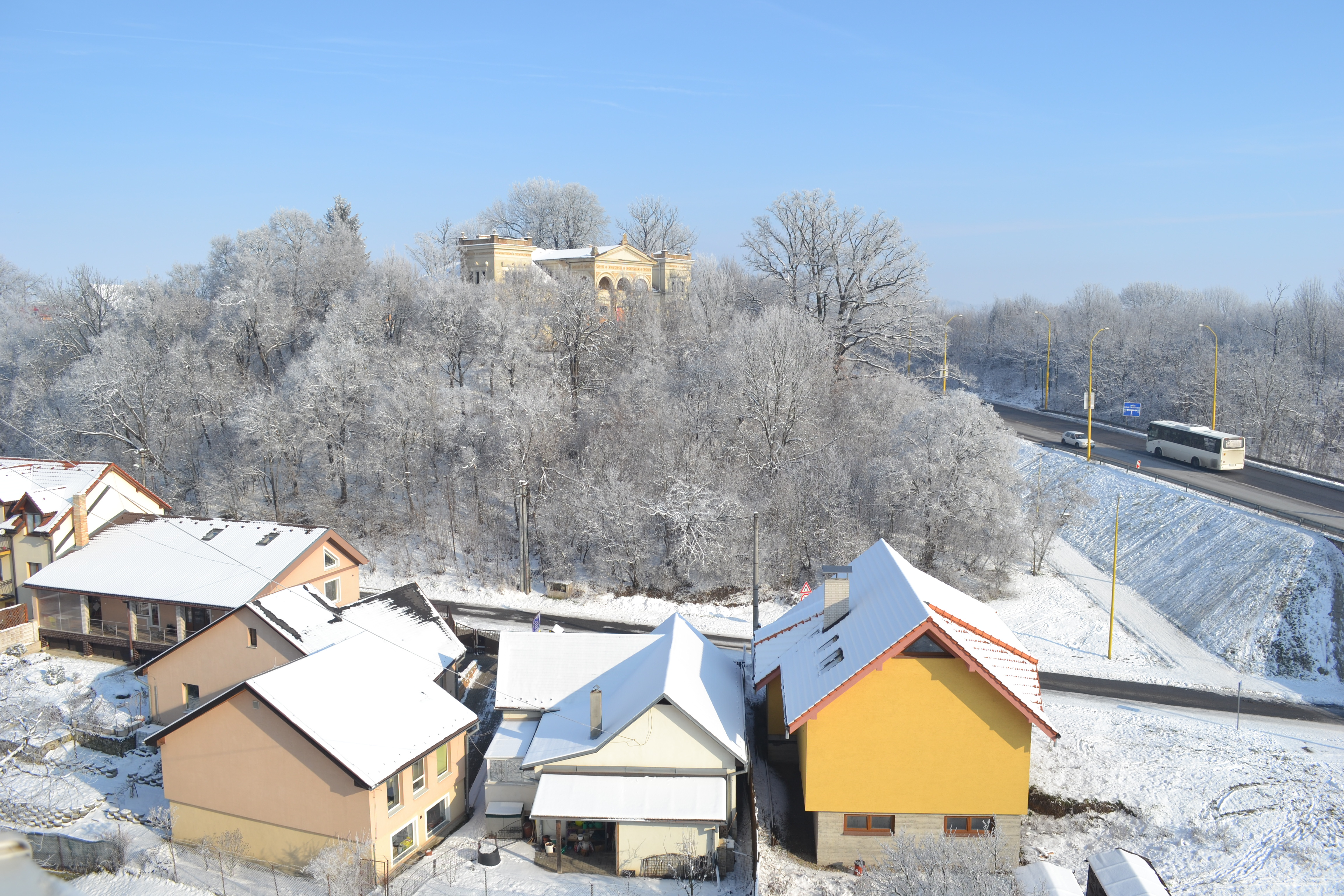
Csodás tél a Losoncapátfalvai kastély alatt

Nógrád vármegye monográfiája szerint „Losonczapátfalva. Közvetlen Losoncz mellett fekszik e kisközség, körjegyzői székhelylyel. Házainak száma 88, lakosaié pedig 1071, a kik vegyesen magyarok és tótajkúak, vallásra nézve pedig római katholikusok és evangélikusok. Postája, távírója és vasútállomása Losoncz. A XIII. századból egy határjárás jegyzőkönyvének adatai maradtak Losonczczal kapcsolatban reánk. Maga az okirat elégett, de fennmaradtak belőle a következő kijegyzések: Losoncz határában egy darab földet most is »barátok földének« neveznek. Losoncz ugyanis apáturaság volt; a kolostor Kisfalu pusztáján, az úgynevezett Királyhegyen állott; Kisfalu, valamint az apátság birtokát alkotó Apátfalva is Losoncz határához tartozott; de az apáturaság a zavaros időkben elpusztult, a »barát földeket« pedig a Forgách család foglalta el. Ezekkel a földekkel kapcsolatos a XIII. századbeli említett határjárás is. Majdan 1548-ban találjuk említve, a mikor Balassa Zsigmond volt a földesura. A XVI. század közepén szintén a török hódoltsághoz tartozott. 1562–63-ban a szécsényi szandzsák községei között találjuk, 9 adóköteles házzal. 1598-ban Forgách Zsigmond volt a földesura. Az 1715. évi összeírás alkalmával 7 és 1720-ban 6 magyar háztartását vették fel. 1770-ben Gerliczy Dániel, 1826-ban Prónay Miksa, később a gróf Berchtold, a báró Révay és gróf Forgách családok voltak itt birtokosok. A gróf Berchtold és a báró Révay családoké volt a mostani Szalatna, Törökvölgy és Csurgó-puszta. A gróf  Forgách családé pedig az apátfalusi, jelenleg gróf Cebrián-féle birtok. Most Hubay Jenőné, született gróf Cebrián Róza a legnagyobb birtokosa. A községben fennálló három kastély közűl kettő Hubay Jenőnéé. Az egyiket gróf Cebrián László építtette 1860-ban.
A másikat pedig Prónay Pál 1856-ban. A harmadik úrilakot, mely jelenleg a »Nemzeti Egyesült Textilművek Részvénytársaságé«, Prónay Albert építtette 1903-ban. Ez a társaság a községben egy nagyszabású gyárat tart üzemben, Hubay Jenőnének pedig gőztégla- és cserépárugyára van itt. 1849 július 20-án Görgey visszavonuló hadából az I. hadtest itt foglalt állást. 1849 augusztus 7-én Grabbe orosz tábornok itt ütötte fel főhadiszállását s innen intézte a védetlen Losoncz feldúlását. A határbeli egyik dülőt Törökvölgy-dülőnek nevezik, mert a hagyomány szerint a török világban a törökök itt táboroztak. A községhez tartozik: Puszta Szalatna. Helyén a középkorban Szalatna nevű falu állott, mely 1299-ben már szerepelt. Az 1548. évi adóösszeírás szerint Bebek Ferencz volt a földesura. Előfordul még az 1562–63. évi török kincstári adószámadáskönyvekben is, de a későbbi összeírásokból már hiányzik. Ide tartoznak még Róza, Andor, Tibor és László majorok.”
1910-ben 1071, többségben magyar lakosa volt, jelentős szlovák kisebbséggel. 1920-ig Nógrád vármegye Losonci járásához tartozott. 1960-ban csatolták Losonc városához.

## Nevezetességei
- A régi Prónay-kastély 1856-ban épült klasszicista stílusban.
- A Hubay-kastély 1860-ban épült neogótikus stílusban.
- Az új Prónay-kastély 1903-ban épült szecessziós stílusban.

## Külső hivatkozások
- Losoncapátfalva Szlovákia térképén
- E-obce.sk Archiválva 2008. szeptember 17-i dátummal a Wayback Machine-ben